# Guillermo Pérez (atleta)
Guillermo Pérez es un deportista cubano que compitió en atletismo adaptado. Ganó una medalla de oro en los Juegos Paralímpicos de Atlanta 1996 en la prueba de lanzamiento de jabalina (clase F42).

## Palmarés internacional
| Juegos Paralímpicos | Juegos Paralímpicos      | Juegos Paralímpicos | Juegos Paralímpicos |
| Año                 | Lugar                    | Medalla             | Prueba              |
| ------------------- | ------------------------ | ------------------- | ------------------- |
| 1996                | Atlanta (Estados Unidos) | Medalla de oro      | Jabalina F42        |